# Eerste Coalitieoorlog
De Eerste Coalitieoorlog (20 april 1792 – 17 oktober 1797) was een militair conflict tussen revolutionair Frankrijk en een bondgenootschap van Europese mogendheden, later bekend geworden als de Eerste Coalitie. Deze coalitie tegen Frankrijk bestond uit Oostenrijk, Pruisen, de Nederlandse Republiek, Groot-Brittannië, Spanje, Portugal, Napels-Sicilië, Piëmont-Sardinië en enkele kleinere staten.
De Nederlanden waren een belangrijk strijdtoneel van de oorlog. De Republiek kwam tot een einde toen ze in 1795 werd bezet door Franse troepen. Stadhouder Willem V moest naar Engeland vluchten en de Bataafse Republiek, een Franse vazalstaat, werd uitgeroepen. Ook in de Zuidelijke Nederlanden betekende de oorlog het einde van een tijdperk. Het bestuur door het huis Habsburg sinds de 15e eeuw eindigde met de annexatie van de Zuidelijke Nederlanden door Frankrijk.

## 1791: voorspel
In 1791, twee jaar na het uitbreken van de Franse Revolutie, leed het revolutionaire Frankrijk onder economische moeilijkheden en politieke strubbelingen. De tegenstellingen tussen de gematigde girondijnen en radicale jakobijnen begonnen zich af te tekenen, en een gemeenschappelijke buitenlandse vijand zou de eenheid kunnen versterken.
Op 27 augustus 1791 kwamen de Oostenrijkse keizer Leopold II en de Pruisische koning Frederik Willem II bijeen en tekenden de Verklaring van Pillnitz. Hierbij riepen ze de andere Europese grote mogendheden op om in te grijpen als de Franse koning Lodewijk XVI in gevaar zou komen. De Nationale Grondwetgevende Vergadering van Frankrijk zag de verklaring van Pillnitz als een verkapte oorlogsverklaring. De Emigranten (Émigrés), royalisten die naar het buitenland gevlucht waren en de Revolutie ongedaan wilden maken, zagen zich echter gesterkt door de Europese hoven. Er werd een Emigrantenleger (Armée des Émigrés) opgezet in de buurlanden van Frankrijk (waaronder de Oostenrijkse Nederlanden en het Rijnland, waar Pruisen enkele bezittingen had) om een monarchistische invasie te ondersteunen. De Vergadering voelde zich bedreigd door de Emigranten en besloot Oostenrijk en Pruisen te confronteren en aan te sturen op oorlog. Anderzijds zocht men ook een gemeenschappelijke externe vijand om de binnenlandse conflicten te onderdrukken. De ambitie om de Revolutie te exporteren naar de rest van Europa en zelfs naar de rest van de wereld, speelde ook een rol. Koning Lodewijk XVI hoopte ook op oorlog met de Duitse monarchieën, omdat hij meende dat na een zware oorlogsnederlaag zijn troon wel zou worden hersteld en de revolutionairen hun populariteit zouden verliezen.

## 1792: oorlog en republiek
Begin 1792 eiste de Vergadering het vertrek van de Emigrantentroepen uit de buurlanden van Frankrijk per 1 maart. Vanwege de dood van keizer Leopold II werd het ultimatum uitgesteld naar april. Zijn opvolger keizer Frans II sloot op 18 maart een bondgenootschap met Pruisen. De Vergadering eiste vervolgens van Oostenrijk de ontbinding van deze alliantie en dat het zich zou ontwapenen, maar Oostenrijk weigerde. Daarop verklaarde Lodewijk XVI (namens de Vergadering) Frans II (aangesproken als 'de koning van Bohemen en Hongarije') op 20 april 1792 de oorlog. Enkele weken later sloot Pruisen zich aan bij Oostenrijk en verklaarde Frankrijk de oorlog.
Franse troepen vielen op 29 april de Oostenrijkse Nederlanden binnen, maar de Franse revolutionairen waren slecht georganiseerd en de invasie verliep rampzalig. Pogingen om de bevolking te winnen voor de Revolutie hadden maar zeer beperkt succes. In juli stak een Pruisisch leger onder bevel van hertog Karel Willem Ferdinand van Brunswijk de Rijn over. De hertog liet een verklaring uitgaan dat het zijn intentie was om Lodewijk XVI al zijn macht terug te geven en alle tegenstanders van de absolute monarchie te executeren. Op 9 augustus vormde een groep sansculotten de Commune van Parijs die het stadhuis bezette en de volgende dag het Tuilerieënpaleis bestormde. De koninklijke familie werd gevangen gezet. Enkele weken later ging het revolutionaire regime over tot het uit de weg ruimen van al of niet vermeende tegenstanders, de zogenaamde Septembermoorden.
Op het slagveld volgde de ene nederlaag op de andere, maar tussen de vijanden was al onenigheid ontstaan. De Oostenrijkers en Pruisen wantrouwden elkaar; de Pruisen waren niet erg gemotiveerd omdat zij de indruk hadden dat de Oostenrijkers hen al het vuile werk lieten doen.
De Pruisische invasie werd een halt toegeroepen in de Slag bij Valmy op 20 september. De Wetgevende Vergadering verkeerde in een euforische stemming over deze eerste overwinning, ontbond zich en herdoopte zich tot Nationale Conventie. De volgende dag, op 21 september 1792, schafte de Conventie de monarchie af en riep de Franse Republiek uit. Deze datum markeerde het begin van de Franse republikeinse kalender.
Daarna keerden de kansen en vielen de Fransen Duitsland binnen, waarbij de Keurpalts ten westen van de Rijn werd bezet. De Fransen bezetten en annexeerden ook Savoye en Nice in Zuid-Frankrijk. De Franse troepen onder bevel van generaal Charles-François Dumouriez namen ook de Oostenrijkse Nederlanden in na een grote overwinning in de Slag bij Jemappes op 6 november 1792.

## 1793: Europese oorlog enlevée en masse

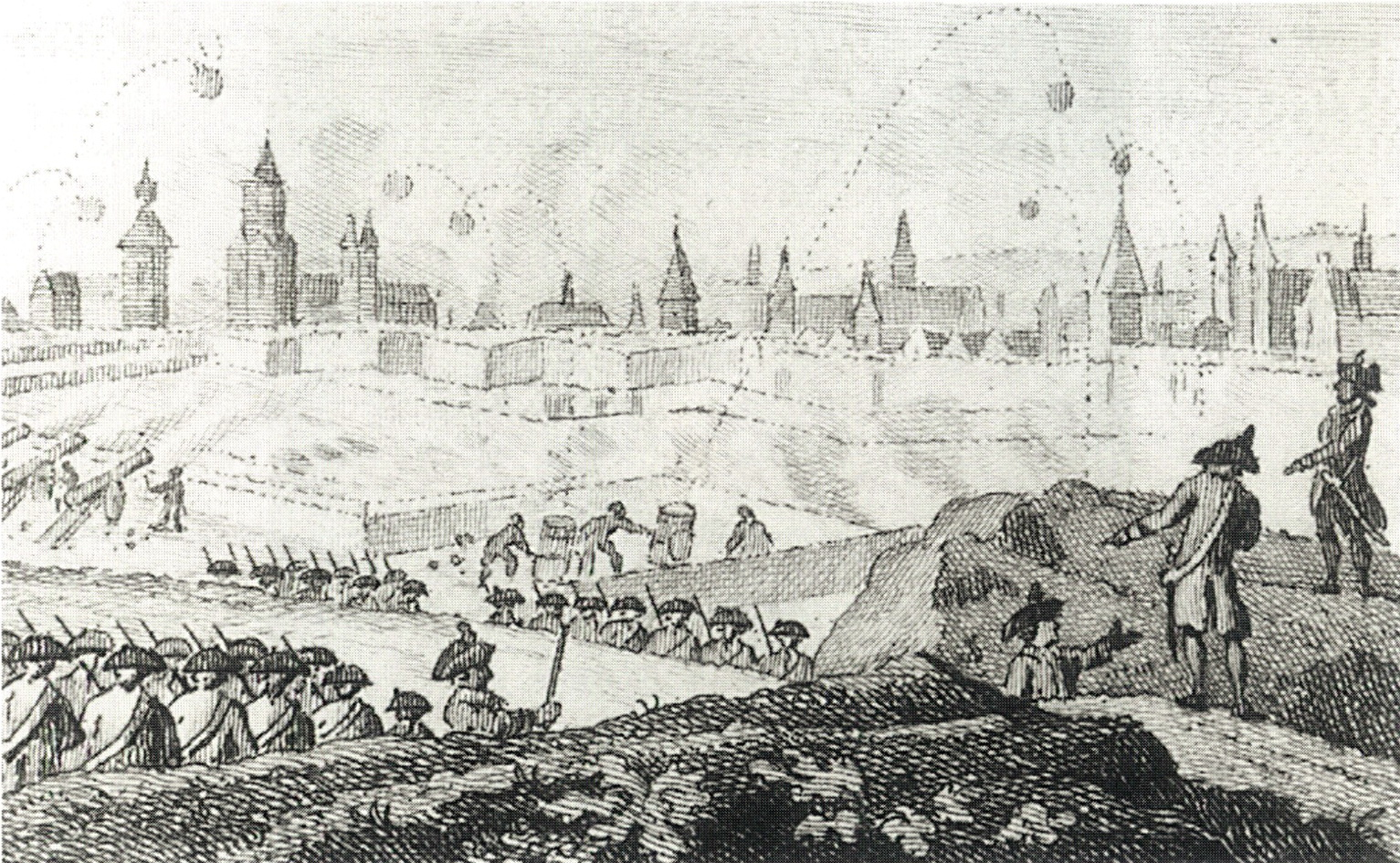
Het mislukte Beleg van Maastricht (1793) (J Buys, 1795)

Op 21 januari 1793 werd Lodewijk XVI geguillotineerd door de Franse revolutionairen. Deze actie verenigde de Europese staten tegen Frankrijk: Spanje, Groot-Brittannië, Nederland, Portugal en Napels sloten zich bij de coalitie aan.
De Franse generaal Dumouriez viel Nederland binnen met het doel om daar een revolutie te ontketenen. Hij nam Breda in en bereidde zich voor om naar Dordrecht door te stoten. De Oostenrijkers behaalden echter op 1 maart een overwinning op de Fransen aan de Roer in de Eerste Slag bij Aldenhoven, hernamen vervolgens Luik en Aken en ontzetten Maastricht dat onder bevel van Francisco de Miranda belegerd werd. Na de Franse nederlaag in de Tweede Slag bij Neerwinden op 18 maart trok Dumouriez zich terug uit de Oostenrijkse Nederlanden. Hij sloot een wapenstilstand met de Oostenrijkers waarbij hij naar Parijs zou marcheren en de monarchie zou herstellen. Dat mislukte echter totaal en Dumouriez, die in Parijs arrestatie en executie stond te wachten, besloot over te lopen naar Oostenrijkse zijde.
Frankrijk zag zich van alle kanten aangevallen. Nederlands-Oostenrijkse troepen namen Valencijn in, Spaanse troepen staken de Pyreneeën over, Sardijnse troepen trokken over de Franse Alpen en de Britse marine blokkeerde de Franse havens. In Parijs greep Robespierre de macht op 2 juni 1793 en er braken contra-revolutionaire opstanden uit in Zuid-Frankrijk, met name in Lyon en de marinehaven Toulon, en in de Vendée.
De nieuwe Franse republiek kondigde hierop de levée en masse aan, een maatregel waarbij enorme aantallen soldaten konden worden opgeroepen. Deze dienstplicht was in die tijd werkelijk een revolutionair idee, want voor die tijd werden oorlogen altijd door professionele huursoldaten uitgevochten. Met de nieuwe troepen kon Frankrijk de opstanden in Caen, Lyon en Marseille neerslaan. Na het Beleg van Toulon, waarbij Napoleon Bonaparte voor het eerst zijn militaire kunnen bewees, werd in december ook Toulon weer ingenomen. In Noord-Frankrijk dwongen de Fransen in september een overwinning op de Britten af in de Slag bij Hondschote.

## 1794: Zuidelijke Nederlanden en Catalonië

Franse invasie 1794-1795 in de Nederlanden en het Rijnland

De Oostenrijkse Nederlanden waren het belangrijkste oorlogstoneel in 1794. De Fransen vielen de Oostenrijkse Nederlanden binnen met twee legers. Het Armée du Nord stond onder bevel van Pichegru en Moreau en was actief in Vlaanderen en Brabant, terwijl Jourdan met het Samber-en-Maasleger via Luik naar de Rijn optrok. Na Franse overwinningen bij Kortrijk, Hooglede en Fleurus in juni rukten de Fransen op en moest het Oostenrijks-Zuid-Nederlandse leger, gesteund door Britten en Nederlanders, zich achter de Rijn terugtrekken. In november viel een van de laatste bolwerken Maastricht (alleen Luxemburg zou nog tot 1795 standhouden). De hele linker Rijnoever werd bezet, hetgeen in augustus 1797 leidde tot de oprichting van de Cisrheniaanse Republiek, waarin de revolutionaire beginselen werden gepropageerd en zo veel mogelijk toegepast. Deze was echter een kort leven beschoren, want in oktober 1802 werd dit gebied geheel geannexeerd door Frankrijk.
Ook op andere fronten waren de Fransen succesvol. In Zuid-Frankrijk werden de Spanjaarden teruggeslagen. Franse troepen onder bevel van generaal Dugommier staken de Pyreneeën over en vielen Catalonië binnen. Dugommier behaalde een overwinning op de Spanjaarden in de Slag bij la Montaña Negra in november, al sneuvelde hij zelf in deze veldslag.
Op 9 Thermidor van het Jaar II (27 juli 1794) kwam er een einde aan het radicale jakobijnse schrikbewind van Robespierre, omdat het te ver was gegaan met het uitmoorden van (vermeende) tegenstanders. Het werd vervangen door een meer gematigde, burgerlijke regering, het Directoire.

## 1795: Noordelijke Nederlanden en de Vrede van Bazel

Aan Frankrijk afgestane gebieden in grijs.

In de winter van 1795 veroverden Franse troepen de rest van Nederland, met brede steun van de Nederlandse bevolking. Generaal Jean-Charles Pichegru stak op 28 december 1794 de bevroren Maas over bij 's-Hertogenbosch. Tussen Maas en Waal stokte zijn doortocht echter. Op 16 januari 1795 capituleerden de Staten van Utrecht en daarmee in feite de hele republiek. Pichegru veroverde Amsterdam op 20 januari. Stadhouder Willem V vluchtte op 18 januari naar Engeland; een dag later werd de Bataafse Republiek uitgeroepen, die een Franse vazalstaat werd. Deze sloot op 16 mei een verdrag met Frankrijk waarbij de exclaves Staats-Vlaanderen, Staats Opper-Gelre en Staats-Overmaas met Maastricht en de redemptiedorpen aan Frankrijk werden afgestaan.
Na de Franse militaire overwinningen en het verlies van Nederland besloten Pruisen en Spanje de Eerste Coalitie te verlaten en vrede met Frankrijk te sluiten. Bij de Vrede van Bazel kwam Pruisen op 5 april overeen om alle gebieden ten westen van de Rijn aan Frankrijk af te staan, terwijl Spanje op 22 juli twee derde van het Caribische eiland Hispaniola aan Frankrijk afstond.
De Britten faalden in oktober met hun pogingen om middels een invasie op het Île d'Yeu de rebellen van de Opstand in de Vendée te hulp te komen. Een royalistisch complot om het Directoire omver te werpen, de Opstand van 13 Vendémiaire (5 oktober 1795) faalde. Door het resolute en meedogenloze optreden van Napoleon Bonaparte, die zijn artillerie beval om op de Parijse volksmenigte te vuren, waarbij zo'n 300 doden vielen, werd de opstand onderdrukt.

## 1796: Italië en Duitsland

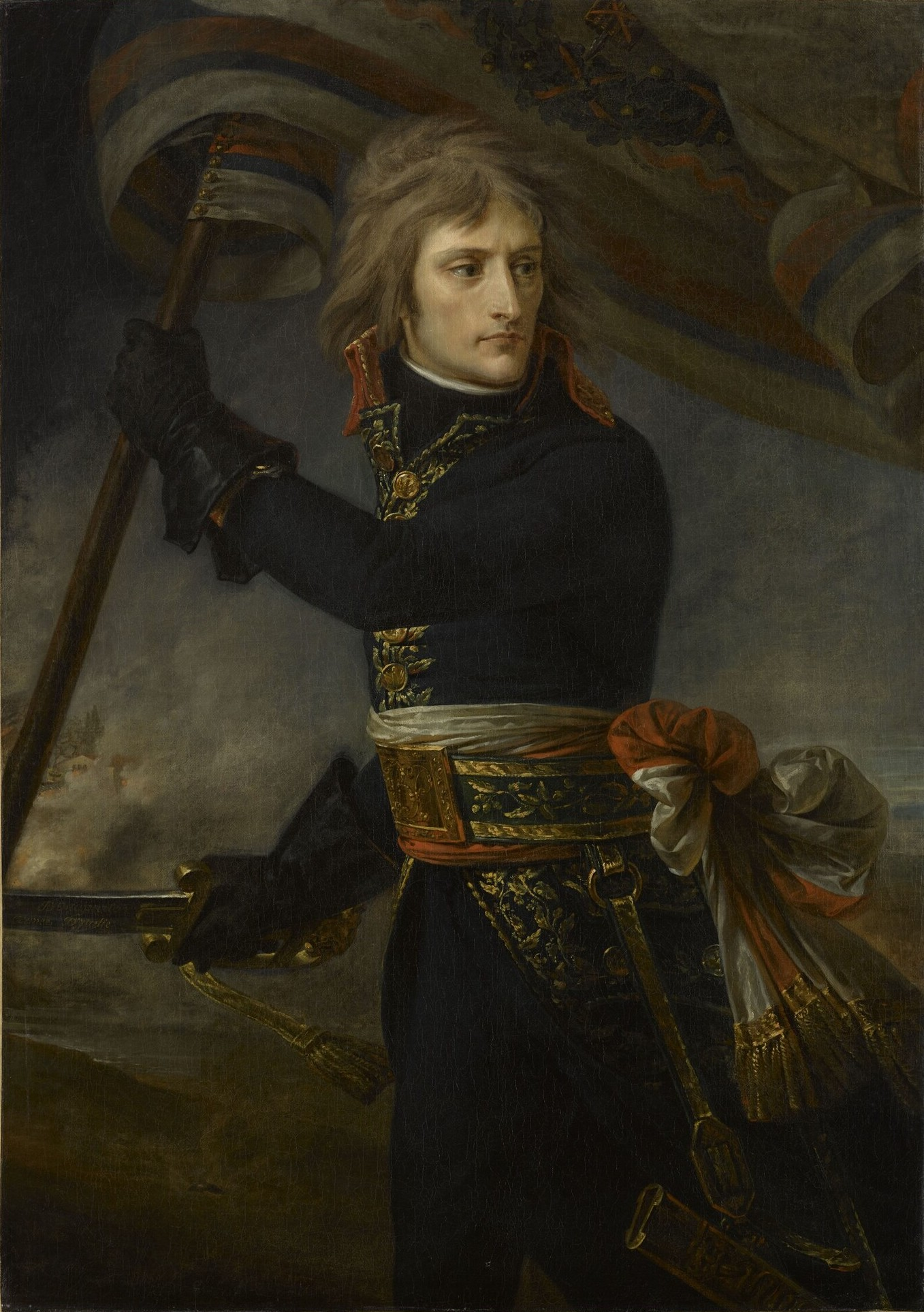
Antoine-Jean Gros: Napoleon Bonaparte tijdens de Slag bij de brug van Arcole, 1796

Napoleon Bonaparte nam in 1796 het commando van de oorlog in Italië op zich. In maart viel hij Piëmont binnen en behaalde overwinningen op de Oostenrijks-Sardijnse troepen bij Montenotte en Millesimo. De Sardijnen, afgesneden van de Oostenrijkers, werden verslagen bij Mondovì en tekenden een wapenstilstand. Op 18 mei sloot Sardinië vrede met Frankrijk, waarbij ze Savoye en Nice weer afstonden, ten gevolge van het Verdrag van Parijs (mei 1796).
De Oostenrijkers werden verder teruggeslagen. Na een overwinning bij Lodi op 10 mei nam Bonaparte Milaan in. Mantua werd belegerd terwijl de Oostenrijkers zich terugtrokken naar Tirol. In de zomer stuurde Oostenrijk een nieuw leger onder bevel van de bejaarde maarschalk Dagobert von Wurmser Italië binnen om Mantua te bevrijden. Bonaparte brak het beleg af en versloeg de Oostenrijkers, waarna hij de stad weer belegerde. Een tweede Oostenrijks leger, onder bevel van Feldzeugmeister József Alvinczi, trok in november over de Alpen Italië binnen, maar werd verslagen door Bonaparte in de Slag bij de brug van Arcole, ten oosten van Verona en de Slag bij Rivoli. In oktober verliet het koninkrijk Napels-Sicilië de Coalitie met het Verdrag van Parijs (oktober 1796). In november deed het dubbelhertogdom Parma en Piacenza dit evenzo met het Verdrag van Parijs (november 1796).
In Duitsland waren de Fransen minder succesvol. Moreau en Jourdan staken de Rijn over en namen Ulm en Augsburg in, maar Jourdan werd afgesneden van Moureau en verslagen door aartshertog Karel. In september hadden beide legers zich weer achter de Rijn teruggetrokken.
De opstand in de Vendée werd neergeslagen door de Franse generaal Hoche. Een poging van Hoche om Ierland binnen te vallen werd echter een complete mislukking.

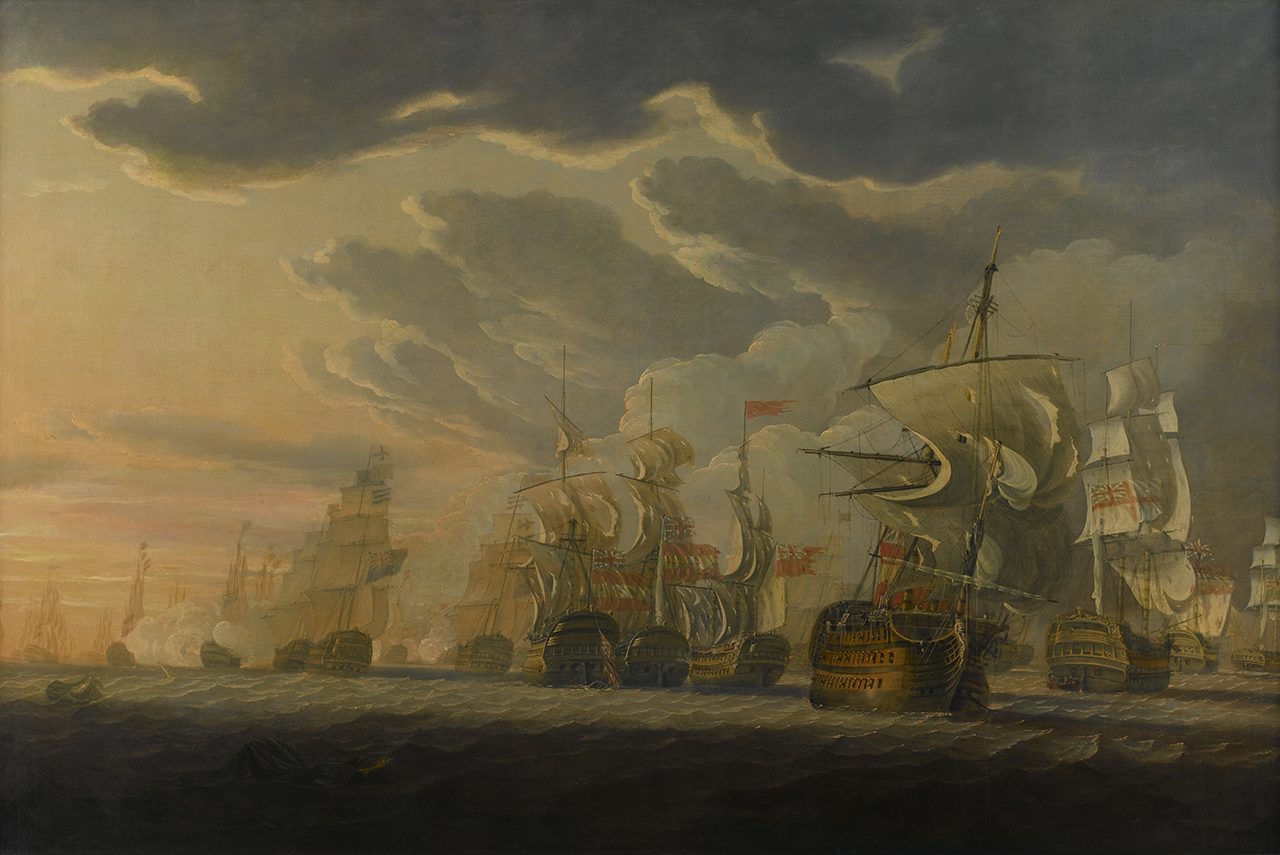
Robert Cleveley (1798): Zeeslag bij Kaap Sint-Vincent (1797)

Spanje besloot zich bij Frankrijk aan te sluiten en verklaarde de oorlog aan Groot-Brittannië.

## 1797: Vredes van Leoben en Campo Formio
Op 14 februari 1797 versloeg de Britse admiraal John Jervis de Spaanse vloot in de Zeeslag bij Kaap Sint-Vincent, waarbij de dreiging van een Frans-Spaanse invasie van Groot-Brittannië wegviel.
In Italië deed het Oostenrijkse leger van Alvinczy een laatste poging om Wurmsers belegerde troepen in Mantua te ontzetten, maar Alvinczy werd verslagen door Bonaparte in de Slag bij Rivoli in januari. Wurmser en zijn 18.000 Oostenrijkse soldaten in Mantua moesten zich overgeven. Na aartshertog Karel te hebben verslagen bij de rivier de Tagliamento op 16 maart, viel Bonaparte nu Oostenrijk zelf binnen. Ook in Duitsland waren de Fransen weer in het offensief. De Oostenrijkers zagen zich gedwongen om vrede te sluiten.
Op 17 maart werd de Vrede van Leoben getekend, gevolgd door de Vrede van Campo Formio op 17 oktober, waarbij Oostenrijk de zuidelijke Nederlanden afstond aan Frankrijk. Ook stond het gebieden in Italië af aan de Cisalpijnse Republiek, een nieuwe Franse vazalstaat. In ruil kreeg Oostenrijk gebieden in Italië, waarbij de Republiek Venetië werd opgedeeld: Veneto, Istrië en Dalmatië kwamen bij Oostenrijk, en Korfoe en een aantal Venetische eilanden in de Adriatische Zee gingen naar Frankrijk.
Het vredesverdrag betekende het einde van de Eerste Coalitie en de Eerste Coalitieoorlog tegen Frankrijk, dat uit de oorlog kwam als grote overwinnaar en de dominante grote mogendheid van Europa.
Alleen Groot-Brittannië bleef in staat van oorlog met Frankrijk. Op het Europese continent bleef de vrede twee jaar lang bewaard, tot 1799, toen een nieuwe oorlog tegen Frankrijk zich aandiende: de Tweede Coalitieoorlog.
Eerste · Tweede · Derde · Vierde · Vijfde · Zesde · Zevende (Honderd Dagen)
Nederlanden: Marquain · Rijsel (1792) · Jemappes · Namen (1792) · Maastricht (1793) · Breda · Aldenhoven (1793) · Neerwinden · Raimes · Famars · Aarlen · Valencijn · Duinkerke · Hondschote · Menen ·  Wattignies · Moeskroen · Tourcoing · Doornik · Erquelinnes · Gosselies · Ieper · Hooglede · Fleurus · Boxtel · Sprimont · Maastricht (1794) · 's-Hertogenbosch · Aldenhoven (1794) · Puiflijk · Nijmegen · Luxemburg · Den Helder · Camperduin

Rijnfront: Verdun · Thionville · Valmy · Mainz (1792) · Mainz (1793) · Vogezen/Tripstadt · Mainz (1795) · Amberg · Würzburg

Italiaans front: Genua · Hyères · Rovereto · Bassano · Montenotte · Dego · Lodi · Arcole · Rivoli

Overige fronten (Vendée, Spanje): Fontenay-le-Comte · Toulon · Cholet · Luçon · Truillas · Boulou · San Lorenzo · Santa Cruz · Kaap Sint-Vincent
West-Indië: Guadeloupe · Martinique
- Biblioteca Nacional de España: XX547956
- Bibliothèque nationale de France: cb12049126d (data)
- Gemeinsame Normdatei: 4164327-6
- Library of Congress Control Number: sh85048583
- Nationale Bibliotheek van Letland: 000082185
- Nationale Bibliotheek van Tsjechië: ph349198
- Nationale Bibliotheek van Israël: 987007533677905171
- Système universitaire de documentation: 028710746